# Trolejbusová doprava v Českých Budějovicích
V krajském městě České Budějovice je od roku 1991 provozována Dopravním podnikem města České Budějovice trolejbusová síť. V provozu je pět denních a dvě noční linky, délka tratí přesahuje 70 km (měřeno jednostopě). Kromě Českých Budějovic trolejbusy obsluhují i sousední obce Hrdějovice (jedna zastávka mimo intravilán obce) a Borek.

## Historie

### První trolejbusový provoz (1909–1914)
Poprvé se v souvislosti s trolejbusy začalo v Českých Budějovicích mluvit v prvním desetiletí 20. století, kdy se rozhodovalo, zdali bude vhodnější zavést do města tramvajový nebo trolejbusový systém. Nakonec se sice rozhodlo ve prospěch tramvají, jedna trolejbusová trať ale byla přece jenom realizována – tzv. linka hřbitovního trolejbusu. Její existence byla důsledkem toho, že nebylo možné provést křížení s železniční tratí, která stála v cestě případné tramvajové trati ke hřbitovu svaté Otýlie. Město se tak rozhodlo pro náhradu právě v podobě trolejbusu. Tehdejší vozy připomínaly však spíše omnibusy či první autobusy. Poháněny byly pomocí kontaktních vozíčků pojíždějících po troleji, což byl na začátku 20. století velmi rozšířený způsob. Trolejbusová trať zahájila provoz 27. října 1909. Provoz zanikl vzhledem k první světové válce, kdy bylo nutné věnovat vozy i jejich zázemí pro válečné účely, 1. srpna 1914. V provozu byly dva trolejbusy.

### Druhý trolejbusový provoz (1948–1971)
Podruhé se trolejbusy v Českých Budějovicích objevily po druhé světové válce, v době, kdy právě v celé Evropě docházelo k rozvoji trolejbusových sítí. Hlavním účelem výstavby v tomto období bylo nahrazení zastaralé, pomalé a těžkopádné sítě tramvajové (dalším z důvodů byla nemožnost zajistit tramvajemi dopravu do předměstí, zvláště pak do Čtyř Dvorů). Ta byla v podstatě neustále od otevření prvních úseků trolejbusového provozu osekávána o koncové úseky svých tratí, až byla v březnu roku 1950 kompletně a definitivně zrušena.
V trolejbusové dopravě následně nastal velký rozvoj; 28. října 1948 byla uvedena do provozu první linka „A“ (později linka č. 1) z tehdejšího Stalinova náměstí (dnes náměstí Bratří Čapků) do Čtyř Dvorů. O rok později začaly jezdit trolejbusy na meziměstské trati do Rudolfova, na okruhu ve vnitřním městě, ke hřbitovu, do Suchého Vrbného a do nedaleké obce Rožnov.
Podle plánu na rozvoj sítě mělo vzniknout velké množství meziměstských tratí, realizovaly se úseky do Rožnova a Nemanic (1959). V roce 1960 byla uzavřena trať okolo náměstí Přemysla Otakara II. (tehdy Žižkovo náměstí). Již následující rok byla ale obnovena jako jednostopá a sloužila do doby ukončení provozu.
24. března 1968 byly trolejbusy nahrazeny autobusy na lince č. 1 spojující Rudolfov a Čtyři Dvory. Od té doby byly jednotlivé úseky trolejbusové sítě postupně rušeny. Druhý trolejbusový provoz v Českých Budějovicích zanikl 24. září 1971. Po tomto datu tak městskou dopravu ve městě zajišťovaly již pouze autobusy.
Při zahájení provozu byly nasazeny kooperační trolejbusy Vetra-ČKD (karoserie francouzského původu, elektrická výzbroj ČKD). Později je následovaly vozy Škoda 7Tr, Škoda 8Tr a Škoda 9Tr. Přibližně jeden rok v Budějovicích jezdily i vozy Tatra 400 předané ze zrušeného provozu v Mostě a Litvínově. Po ukončení českobudějovického provozu byly některé trolejbusy předány do Jihlavy, Děčína a Prešova.

### Třetí trolejbusový provoz (od 1991)

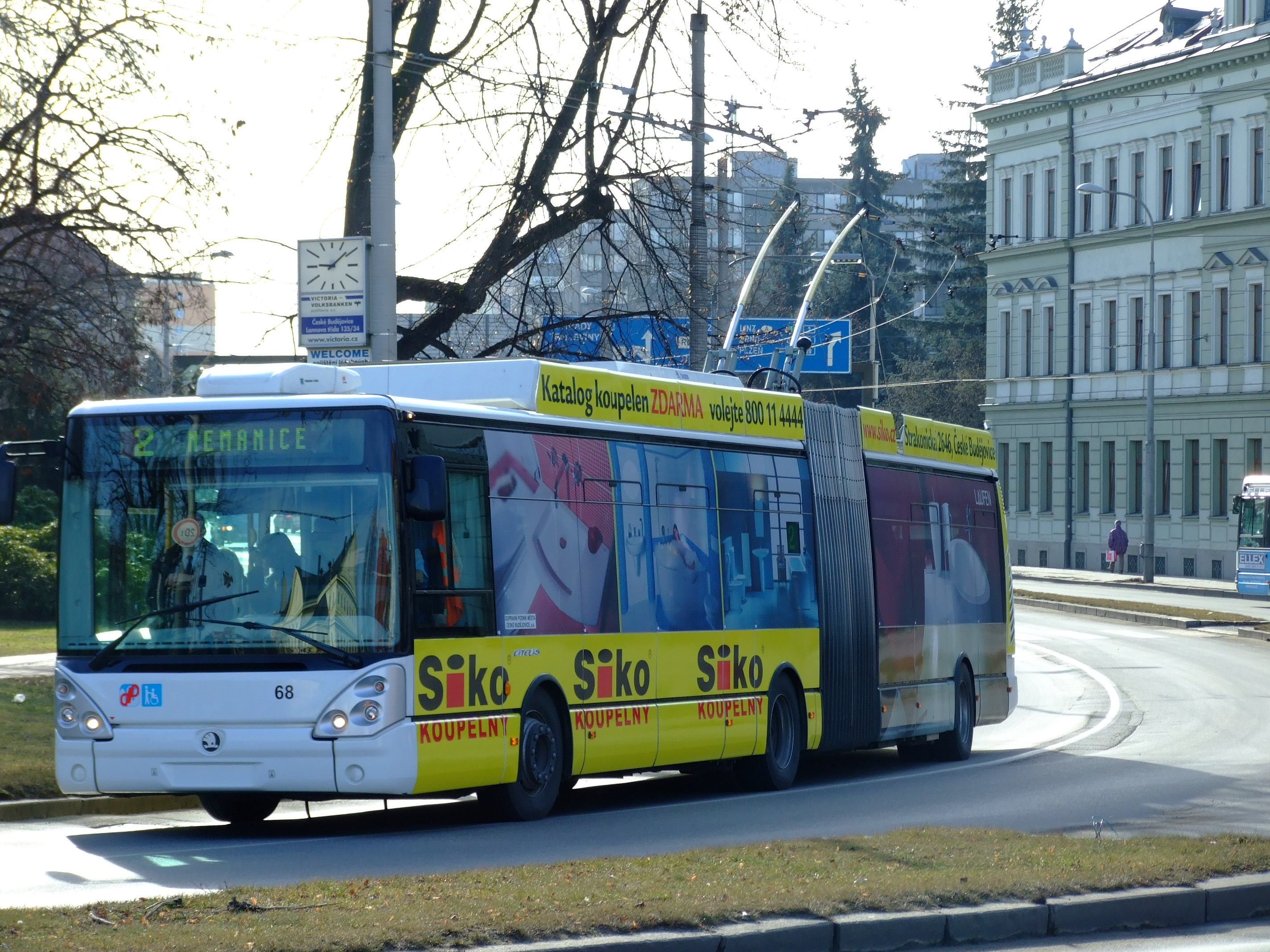
Nízkopodlažní kloubový trolejbus Škoda 25Tr

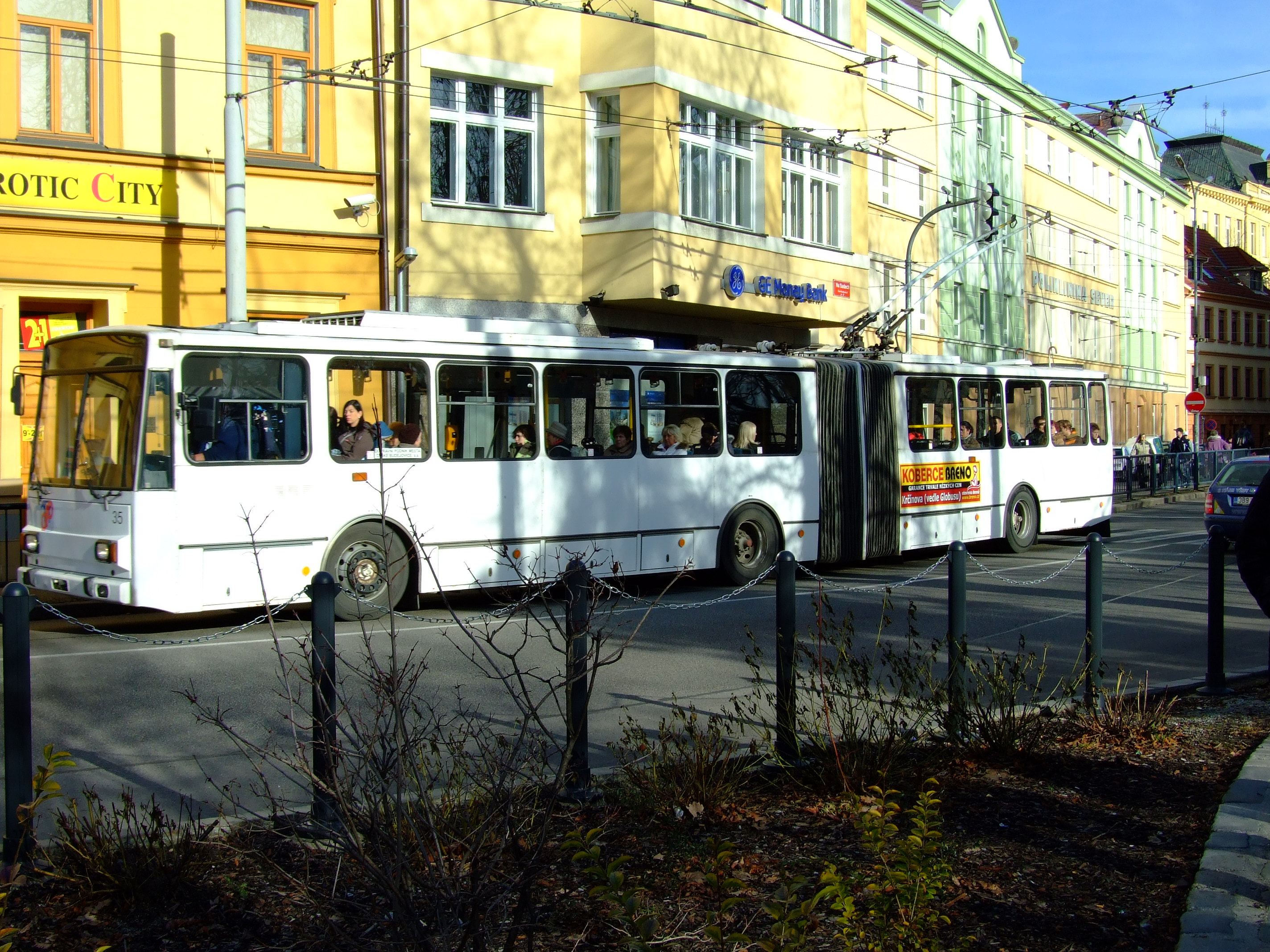
Zmodernizovaný trolejbus typu Škoda 15TrR

Změna v pohledu na elektrickou trakci v městské hromadné dopravě, která proběhla v souvislosti s ropnými krizemi v 70. a 80. letech, vrhla nové světlo na existenci trolejbusového provozu v Českých Budějovicích. Na konci 80. let vznikl první projekt, jednalo se o dálkovou trolejbusovou trať, která měla spojit JETE právě s krajským městem. Toto ale nakonec realizováno nebylo, jelikož se projekt ukázal jako nerentabilní; začalo se ale postupně s obnovováním trolejbusové sítě ve vlastním městě.
Na sídlištích Máj a Vltava byl zaveden pravidelný provoz 2. května 1991. Tratě ze sídlišť se spojily ve Čtyřech Dvorech a vedly společným úsekem do centra města. Během dalších dvou let došlo k obnovení dalších částí městské sítě směrem do Rožnova a Nemanic, jednalo se však pouze o část původního plánu. Tempo výstavby následně polevilo, protože došly finanční prostředky. Nové tratě do sídliště Šumava, Strakonické ulice, Suchého Vrbného a do Rožnova k papírnám byly zprovozněny až ve druhé polovině 90. let.
Po roce 2000 přibyla trasa vedoucí Nádražní a Pekárenskou ulicí. Městu se v roce 2006 podařilo získat finance ze strukturálních fondů Evropské unie na náhradu autobusů trolejbusy na trase mezi sídlištěm Vltava a Českým Vrbným. Toto prodloužení kolem hypermarketu Globus bylo zprovozněno v prosinci 2007.
V letech 2010 a 2011 proběhla výstavba trolejbusové trati ulicích Evžena Rošického a Milady Horákové na sídlišti Máj. Provoz zde byl zahájen 1. dubna 2012 linkou č. 1, oproti jejímu předchozímu autobusovému provozu zkrácené na trasu Nádraží – Máj, Milady Horákové. Již k 2. září 2012 byla dopravní obsluha této části města změněna a po nové trati zavedl DPmČB trolejbusovou linku č. 8.
Uvažovalo[kdy?] se také o výstavbě trati do Vráta a Rudolfova, z toho ale kvůli zamítavému přístupu daných obcí sešlo.
V listopadu 2022 došlo k otevření manipulační trati v Nádražní ulici, mezi křižovatkami s Pražskou třídou a ulicí Pekárenskou, která dále směřuje po ulicích Generála Píky a Horní k areálu dopravního podniku. Vybudování tohoto alternativního propojení s vozovnou (včetně výstavby nové měnírny) mělo za cíl ušetřit náklady za nájezd jalových kilometrů trolejbusů z některých konečných stanic, a také usnadnit plánovanou rekonstrukci mostu na Pražské třídě.

## Linkové vedení
V září 2012 bylo v provozu šest denních linek označených čísly 1, 2, 3, 5, 8 a 9 a dvě noční linky č. 53 a 59. Všechny denní trolejbusové linky (s výjimkou 1 a 8) jsou frekventované, s intervalem od 4 do 10 minut ve špičce, a vytváří páteř MHD. Linka 1 má ve špičce interval 15 minut (nižší není třeba kvůli prokladu s autobusovou linkou 21), linka 8 pak jezdí po 30 minutách (proklad s autobusovou linkou 18).
Linka 8 vznikla kvůli nové trolejbusové trati vedoucí ulicí Evžena Rošického. Evropská unie zde totiž financovala výstavbu trolejí a do podmínek byla zařazena obsluha této trati celodenně a celotýdenně jezdící obousměrně vedenou trolejbusovou linkou, a to po dobu minimálně 5 let. Její vytížení je velmi slabé. Od 1.11.2018 byla linka 1 linkou 4 a linka 21 linkou 1. Tedy trolejbusové linky byly: 2, 3, 4, 5, 8, 9 a noční linky 53 a 59. K 1.1.2022 byla zrušena linka č. 4 a její služby převzaly některé spoje linky č. 1. 1.5.2025 získaly České Budějovice novou trolejbusovou linku 15, která do té doby jezdila jako autobus. Kvůli absenci trolejového vedení nad ulicemi Na Dlouhé louce a Mánesova jsou na této lince vypravovány výhradně parciální trolejbusy Škoda 33Tr. Do budoucna se uvažuje o zavedení parciálních trolejbusů i na linku 14.
Linkové vedení k 1. květnu 2025:
| Linka | Trasa                                                        | Poznámky                                              |
| ----- | ------------------------------------------------------------ | ----------------------------------------------------- |
| 2     | Borek, točna / Nemanice – Centrum Rožnov / Papírenská, točna |                                                       |
| 3     | Máj, Antonína Barcala – Nádraží                              |                                                       |
| 5     | Máj, Antonína Barcala – Rožnov, točna                        |                                                       |
| 8     | Máj, Antonína Barcala – Nemanice                             | v provozu ve špičkách pracovních dnů                  |
| 9     | České Vrbné / Vltava – Suché Vrbné                           |                                                       |
| 15    | České Vrbné – Papírenská, točna                              | Linka je obsluhována výhradně parciálními trolejbusy. |
| 53    | Máj, Antonína Barcala – Nádraží – Centrum Rožnov             | noční linka                                           |
| 59    | Vltava – Nádraží – Suché Vrbné                               | noční linka                                           |

Mezi nočními linkami 53 a 59 je v zastávce Nádraží zajištěn přestup.

## Vozový park
V českobudějovické trolejbusové síti jsou provozovány následující typy osobních vozidel:
| Obrázek | Typ        | Modifikace a podtypy | Dodávky v letech | Počet (k 8. 5. 2025) |
| ------- | ---------- | -------------------- | ---------------- | -------------------- |
|         | Škoda 25Tr | Škoda 25Tr           | 2005–2012        | 29                   |
|         | Škoda 27Tr | Škoda 27Tr           | 2013–2018        | 17                   |
|         | Škoda 33Tr | Škoda 33Tr           | 2025             | 14                   |

První českobudějovické trolejbusy 15Tr (evidenční čísla 01–15) byly v roce 1991 dodány v červeno-krémovo-fialovém nátěru, postupně však (s výjimkou ev. č. 02, kterému tento nátěr zůstal) byly lakovány do bílé barvy. Další trolejbusy 15Tr (evidenční čísla 16–40) měly zeleno-žluto-bílý nátěr, neboť pocházely z nerealizované dodávky pro Teherán. I tyto vozy však byly (s výjimkou ev. č. 27, kterému nátěr zůstal) přelakovány na bílo. Novější 15Tr (ev. č. 41 a 42) a 15TrM (ev. č. 48–57) byly přímo dodány v bílé barvě. Vozy 15Tr, které prošly generální opravou, jsou lakovány do nového městského červeného nátěru. Vozy evidenčních čísel 56 a 57 z roku 2004 jsou posledními dvěma trolejbusy vyrobenými ve Škodě Ostrov.
V letech 1998–2010 byly v Českých Budějovicích v provozu také standardní nízkopodlažní trolejbusy Škoda 21Tr (celkem pět kusů). Tři z nich byly v letech 2005, 2006 a 2008 odprodány do Szegedu, zbylé dva byly v červnu 2014 odvezeny do Brna. V letech 2005–2012 byly nakupovány nízkopodlažní kloubové vozy 25Tr (ev. č. 58–88), které tvoří páteř vozového parku. V roce 2013 byly dodány první kloubové trolejbusy Škoda 27Tr (ev. č. 89 a 90), již v novém městském červeném nátěru. O tři roky později, tj. 2016, zakoupily Budějovice další 2 kloubové trolejbusy 27Tr (ev. č. 91 a 92), které byly doplněny pomocným bateriovým pohonem (parciální trolejbus) a klimatizací salonu cestujících. V roce 2017 zakoupily další 2 vozy stejného typu (ev. č. 93 a 94). Ve druhé polovině roku 2018 bylo dodáno 11 kloubových trolejbusů typu 27Tr s karosérií IV. generace.
Dopravní podnik města České Budějovice ve svých dílnách provádí generální opravy a modernizace trolejbusů vlastními silami a to v tempu přibližně 2 trolejbusů za rok. Modernizace probíhají od roku 2000 na nejstarších typech trolejbusů 15Tr (po modernizaci jsou označovány jako 15TrM). Poslední modernizace vozu 15Tr na 15TrM (vůz ev. č. 02) proběhla v roce 2011, od té doby probíhají generální opravy a modernizace na novějších vozech 15TrM. Takto rekonstruované trolejbusy budou nasazovány na linky českobudějovické MHD dalších přibližně 8 až 10 let.
V majetku dopravního podniku jsou také tři historické trolejbusy. Jedná se o vůz Škoda 9Tr (evidenční číslo 12), který původně jezdil v Plzni. Od roku 2006 byl odstavený vůz Škodu 15Tr 07/7 evidenčního čísla 01, který byl podle záměru dopravního podniku upraven na historický, jehož stav by měl odpovídat začátkům zdejších „třetích trolejbusů“, tzn. roku 1990. Úprava tohoto vozu byla zahájena v červenci 2014 a dokončena v roce 2017. V roce 2019 byla zahájena oprava do muzejního stavu u vozu Škoda 15TrM evidenčního čísla 57.
V letech 2025 a 2026 má českobudějovický dopravní podnik obdržet 35 článkových parciálních trolejbusů Škoda 33Tr. Prvních 14 trolejbusů začalo jezdit v dubnu 2025, poslední kus má být doručen v polovině roku 2026. Každý trolejbus Škoda 33Tr má nejen svoje evidenční číslo od 412 po 425, ale také své jméno po některé osobnosti nebo osobě spjaté s Budějovicemi nebo jejich dopravou. (412 = Ondrášek, 413 = Budivoj, 414 = Čéč, 415 = Přemysl, 416 = Hirzo, 417 = Adalbert, 418 = Jindřich, 419 = Vladimír, 420 = Jan, 421 = Andy, 422 = Lída, 423 = Ema, 424 = Libuše, 425 = Marta). V souvislosti s dodávkou vozů 33Tr byly vyřazeny trolejbusy Škoda 15Tr a 15TrM, jejich poslední jízda proběhla 2. května 2025.